# Oldenburger Computer-Museum
Das Oldenburger Computer-Museum (OCM) ist ein 2008 gegründetes Museum in Oldenburg (Oldb), das sich der Bewahrung und operativen Darstellung der Heimcomputer-Geschichte widmet.

## Übersicht
Das Museum zeigt Computer, Telespiele und Arcade-Automaten aus den 1970er, -80er und -90er Jahren. Das Besondere dabei: Die ausgestellten Exponate sind funktionsbereit und laden die Besucher zum Ausprobieren und Benutzen ein. Das OCM besteht seit November 2008, seine Führung liegt in den Händen des gemeinnützigen Vereins „Oldenburger Computer-Museum e. V.“ und ehrenamtlicher Helfer. Ziel des Oldenburger Computer-Museums ist die Bewahrung der Heimcomputerkultur als erlebbare Ausstellung mit voll funktionsfähigen Exponaten. Die ausgestellten Exponate sind mit Software ausgestattet, sie können – und sollen – benutzt, erforscht und erlebt werden. So bekommen die Besucher ein Gefühl für die Relationen zur aktuellen Computertechnik und sehen die Entwicklung einzelner Aspekte (Grafik, Ton, Geschwindigkeit, Massenspeicher, Platzbedarf der Technik). Hier kann man an Commodore C64, Atari 2600, Amiga und Co. alte Spieleklassiker zocken, eigene Programme schreiben und so die Geschichte der Heimcomputer erleben.

## Geschichte
Entstanden ist das Museum aus einer privaten Sammlung von Thiemo Eddiks. Zunächst fanden kleine temporäre Ausstellungen unter anderem im OFFIS – Institut für Informatik und der Carl von Ossietzky Universität Oldenburg statt. Im November 2008 wurde die Dauerausstellung eröffnet, im November 2009 wurde der als gemeinnützig anerkannte Verein Oldenburger Computer-Museum e. V. zur Trägerschaft ins Leben gerufen. Zunächst als Ausstellung auf kleiner Fläche begonnen, erfolgte 2014 der Umzug in die aktuellen Räume, wo auf über 1.000 m² neben der Dauerausstellung „Homecomputer der 1970er und -80er Jahre“ auch eine Arcade-Halle ihren Platz gefunden hat. 2015 konnte Dr. Dr. Stefan Höltgen als wissenschaftlicher Beirat gewonnen werden.

## Ausstellung
Die Dauerausstellung „Homecomputer der 1970er und -80er Jahre“ zeigt funktionstüchtige Computersysteme, darunter PDP-8/e, Commodore PET, Apple II, Osborne 1, Schneider CPC 464, Apple Macintosh und Amiga 500. Darüber hinaus werden 24 funktionstüchtige Spielkonsolen der ersten sechs Generationen gezeigt. Die Ausstellung ist jeden Dienstag von 18 bis 21 Uhr geöffnet.
Eine vollständige Liste der ausgestellten Exponate:

### Minicomputer 1970–1976
- Digital PDP-8/e
- Digital PDP-8/m
- Digital PDP-11/34
- Teletype Model 33

### Microcomputer 1976–1980
- Mips Altair 8800B
- MOS KIM-1
- Apple Computer 1 Replik
- Commodore PET 2001
- Apple IIein
- Tandy TRS-80 Model 1 Level 1
- Commodore VC 20
- IBM 5150
- Osborne 1

### Microcomputer 1980–1982
- Sinclair ZX81
- Sinclair ZX Spectrum 48k
- BBC Micro
- Texas Instruments TI-99/4A

### Microcomputer 1982–1984
- Commodore 64
- Atari 800XL
- Schneider CPC464
- Philips VG-8010
- Kleincomputer KC 85/3

### Microcomputer 1983–1991
- Apple Lisa 2
- Atari 1040STF
- Commodore Amiga 500
- Acorn A3000
- ESCOM 386sx Blackmate

Die Ausstellung der Videospielkonsolen umfasst jeweils vier Exponate der ersten sechs Generationen:

### 1. Generation
- Magnavox Odyssey
- Atari Home Pong
- Coleco Telstar
- Universum TV-Multi-Spiel 2006

### 2. Generation
- Atari VCS 2600
- ColecoVision
- Philips Videopac G7000
- Interton VC 4000
- Zusätzlich: MB Vectrex

### 3. Generation
- PC Engine
- Nintendo Entertainment System NES
- Atari 7800
- Sega Master System

### 4. Generation
- SNK Neo Geo
- Sega Mega Drive
- Super Nintendo Entertainment System SNES
- Philips CD-i

### 5. Generation
- Sony PlayStation PS1
- Sega Saturn
- Atari Jaguar
- Nintendo 64

### 6. Generation
- Sega Dreamcast
- Microsoft Xbox
- Sony PlayStation 2
- Nintendo GameCube

Eine Auswahl der Geräte in der Arcade-Halle:
- Midway Space Invaders Upright
- Namco Puck Man Upright
- Universal Cosmic Alien Upright
- Konami Hyper Sports Upright
- Sega After Burner Upright
- Konami Track & Field Upright
- Taito Qix Upright
- Sega Dreamcast – Aufsteller
- Atari Pong Coffee Table
- Galaxy Wars Coffee Table
- Sega Daytona USA sit-down cabinet
- Taito Operation Wolf Upright
- Universal Space Panic Upright
- Taito Puzzle Bobble Upright
- Namco Steel Gunner Upright
- Melchers Hattrick
- Sega Aero
- Sega New Astro City
- Sega Naomi

### Pinball / Flipper

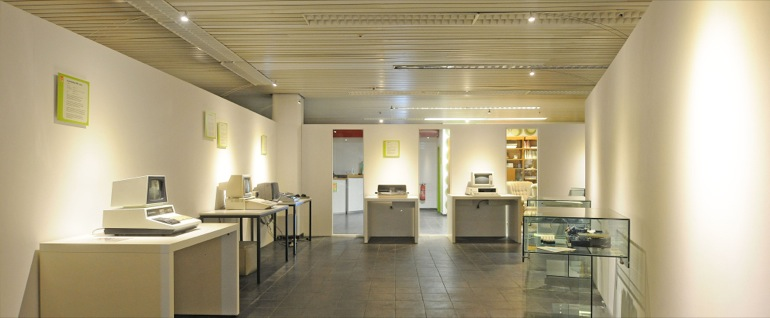
Ausstellungsraum im Oldenburger Computer-Museum (2016)

- Gottlieb Count Down
- Gottlieb Solar Ride
- Williams F14 Tomcat
- Premier Rock
- Bally Monte Carlo
- Bally Victory
- Premier Robo War
- Premier Big House
- Bally Future Spa
- Premier Gold Wings
- Premier Hollywood Heat
- Premier Genesis
- Premier RavenAusstellungsraum im Oldenburger Computer-Museum (2016)

## Veranstaltungen
Im OCM finden an vielen weiteren Sonderterminen sowohl themenbezogene als auch kulturelle Veranstaltungen statt.